# 埃里克·內寧格
埃里克·内寧格（英語：Eric Nenninger，1978年11月19日—）是美國的一位演員。他現在在美國電視劇《左右做人難》飾演Cadet Eric Hanson角色。他的妻子是Angel Parker，他們之間有兩個女兒。

## 外部連結
- 埃里克·內寧格在互联网电影资料库（IMDb）上的資料（英文）